# Тайфунник Піла
Тайфу́нник Піла (Pterodroma inexpectata) — вид буревісникоподібних птахів родини буревісникових (Procellariidae). Мешкає в Тихому океані, гніздовий ендемік Нової Зеландії

## Опис
Тайфунник Піла — морський птах середнього розміру, середня довжина якого становить 32-36 см, розмах крил 74-92 см, вага 247-441 г. Довжина крила у самців становить 242-259 мм, у самиць 247-268 мм, довжина хвоста у самців становить 98-105 мм, у самиць 102-108 мм, довжина дзьоба у самців становить 25-27 мм, у самиць 26-29 мм. Верхня частина голови темно-бура, передня частина голови і скроні білі, поцятковані темними плямками, навколо очей темні плями. Верхня частина тіла сіра, на верхній стороні крил помітний темний М-подібний візерунок. Горло і нижня сторона хвоста білі, груди і живіт сірі, поцятковані темними плямками, нижня сторона крил біла з сірими краями, від згину крила до його центру ідуть чорні смуги. Дзьоб чорний, лапи зверху тілесного кольору, знизу чорні.

## Поширення і екологія

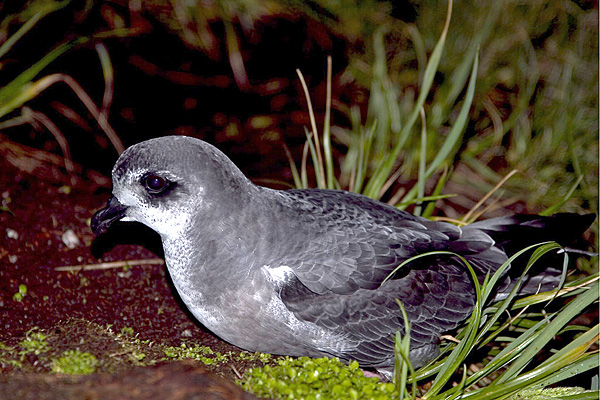
Тайфунник Піла

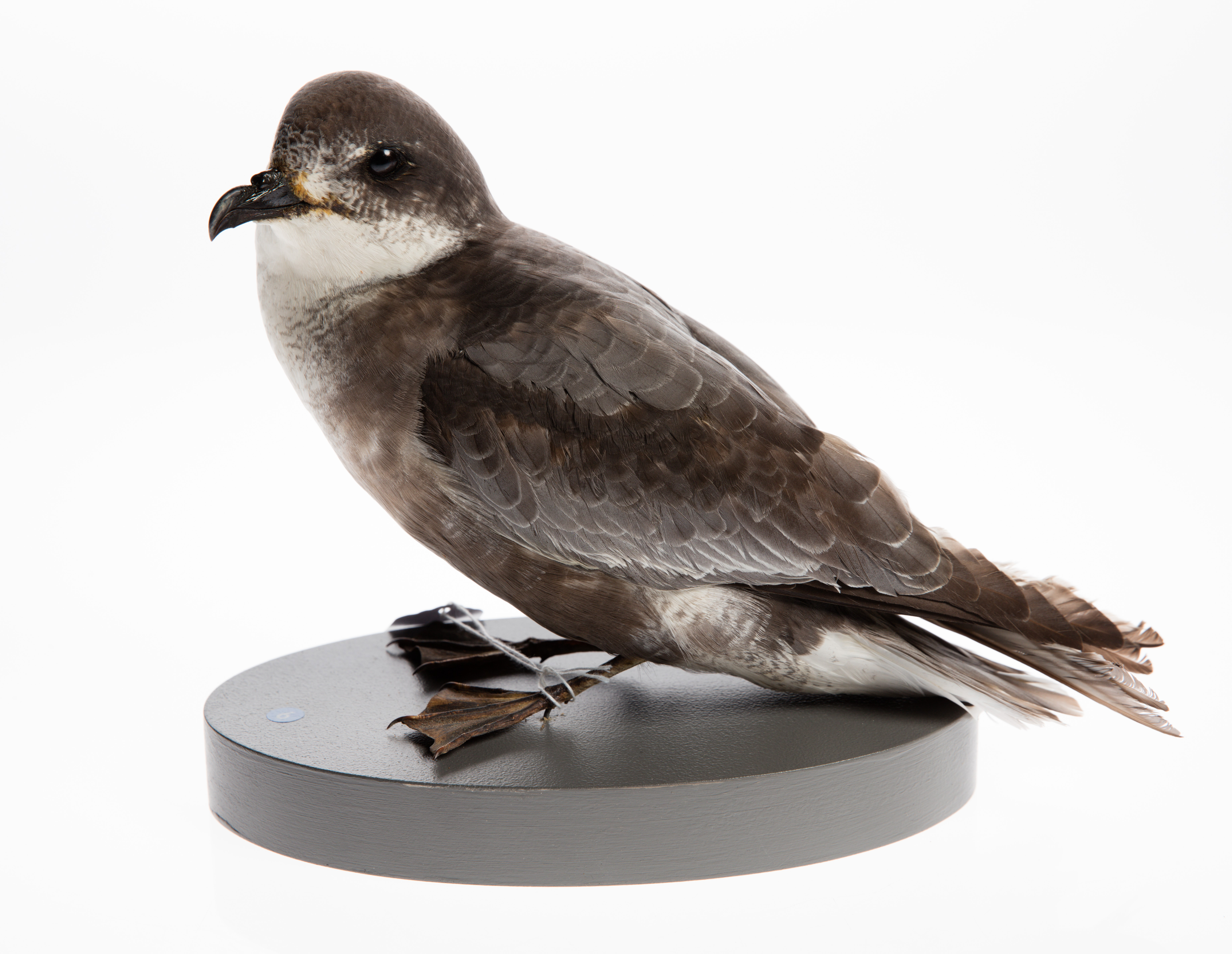
Тайфунник Піла

Тайфунники Піла гніздяться на острівцях біля південного і східного узбережжя Південного острова у Новій Зеландії, зокрема на острівцях Фіордленду, на островах Соландера, на островах протоки Фово, на островах поблизу острова Стюарт (зокрема, на островах Тіті, Кодфіш, Таукіхепа та на острівцях поблизу Порт-Пегасуса), а також на островах Снерс. Раніше вони гніздилися на Південному і Північному островах, а також, ймовірно, на островах Чатем і Баунті, на Оклендських островах та на островах Антиподів.
Тайфунники Піла регулярно здійснюють трансекваторіальні міграції. У грудні-березні вони зустрічаються в Південній півкулі, переважно у помірних і антарктичних водах Тихого океану, залітаючи на південь так далеко, як це дозволяють пакові льоди. В квітні птахи починають міграцію на північ, у субарктичні води на півночі Тихого океану. В першій половині літа основні скупчення тайфунників Піла спостерігаються від північних Курильських островів і Камчатського півострова до Британської Колумбії і Аляски. У другій половині літа значна кількість птахів долітає до Берингового моря, невелика кількість птахів також з'являється в Охотському морі. У вересні тайфунники Піла мігрують до Південної півкулі.
Тайфунники Піла ведуть пелагічний спосіб життя, рідко наближуються до суходолу, за винятком гніздування. Їх політ плавний, ковзаючий, плануючий. При вітряній погоді птахи різко підіймаються вверх, після чого плавно спускаються. В тиху погоду літають низько над поверхнею води. Плануючий політ чергується з неглибокими, однак потужними помахами крил. Активність птахів відмічена протягом всієї доби. В місцях гніздування птахи ведуть нічний спосіб життя, активність у них починається через годину після заходу сонця. Тайфунники Піла живляться рибою, головоногими молюсками і планктоном. Вони зустрічаються парами або невеликими групами, в місцях скупчення кормових організмів іноді утворюють зграї.
Тайфунники Піла є моногамними птахами. На місцях гніздування вони з'являються наприкінці жовтня. Гніздяться зазвичай в норах, які можуть досягати понад 70-90 см. Нори зазвичай розташовуються в місцях, порослих трав'янистою або деревною рослинністю. Іноді птахи гніздяться в тріщинах серед скель.
Сезон розмноження починається в листопаді або першій половині грудня. У цей час птахи формують пари, споруджують нори і гнізда, здійснюють шлюбні ігри. Яйця відкладаються у другій половині грудні. В кладці 1 біле яйце розміром 55-65 × 40-49 мм, вагою 54-69 г. Інкубаційний період триває 50-51 день, насиджують і самиці, і самці, підміняючи один одного кожні 13-14 днів. Пташенята вилуплюються у лютому. Вони відлітають в море через 90-105 днів після вилуплення, у травні-на початку червня. 

## Збереження
МСОП класифікує стан збереження цього виду як близький до загрозливого. За оцінками дослідників, станом на 2004 рік загальна популяція тайфунників Піла становила приблизно 1,5 мільйони птахів. 